# 오줌

사람의 소변 샘플

오줌(urine) 또는 소변(小便) 또는 요(뇨, 尿)는 사람과 다른 많은 동물의 물질대사 부산물인 액체이다. 태반 포유류의 경우, 소변은 콩팥에서 수뇨관을 통해 방광으로 흐르고, 배뇨 중에 요도를 남자아이  (수컷) 또는 외음부의 요도구멍 (암컷)을 통해 배출된다. 다른 척추동물의 경우, 소변은 총배설강을 통해 배출된다.
소변에는 요소 (화학), 요산, 크레아티닌과 같이 세포 물질대사의 부산물 중 질소가 풍부하여 순환계에서 제거되어야 하는 수용성 물질이 포함되어 있다. 소변 검사를 통해 포유류 신체의 질소 노폐물을 감지할 수 있다.
소변은 지구의 질소의 순환에서 중요한 역할을 한다. 균형 잡힌 생태계에서는 소변이 흙을 비옥하게 하여 식물의 성장을 돕는다. 따라서 소변은 비료로 사용될 수 있다. 일부 동물은 소변을 사용하여 영역을 표시한다. 역사적으로 오래되거나 발효된 소변( 렌트로 알려짐)은 흑색화약 생산, 가정 청소, 가죽 무두질, 직물 염색에도 사용되었다.
사람의 소변과 인분은 함께 인간 배설물이라고 불리며 위생 시설 시스템을 통해 관리된다. 가축의 소변과 대변도 가축 사육 밀도가 높을 경우 적절한 관리가 필요하다.

## 생리학

요소의 화학 구조

대부분의 동물은 용해성 독성 폐기물을 제거하기 위한 배설계를 가지고 있다. 인간의 경우 용해성 폐기물은 주로 비뇨계에 의해 배출되며, 요소 (화학)의 경우 땀을 통해 소량 제거된다. 태반 포유류의 경우 비뇨계는 콩팥, 수뇨관, 방광, 그리고 요도로 구성되어 있다. 이 시스템은 여과, 재흡수, 그리고 세뇨관 분비 과정을 통해 소변을 생성한다. 콩팥은 혈액에서 용해성 폐기물뿐만 아니라 과도한 물, 당, 그리고 다양한 다른 화합물을 추출한다. 그 결과로 생성되는 소변은 고농도의 요소와 독소를 포함한 다른 물질들을 포함한다. 소변은 콩팥에서 수뇨관을 통해 방광으로 흐르고, 마지막으로 요도를 거쳐 요도구멍을 통해 배출된다.

### 배뇨 시간
다양한 포유류 종의 배뇨 시간을 조사한 연구에 따르면, 9가지 대형 종은 체중에 관계없이 21 ± 13초 동안 배뇨했다. 설치류와 박쥐를 포함한 작은 종들은 꾸준한 소변 흐름을 생성할 수 없으며, 대신 일련의 방울로 배뇨한다.

## 특징

### 양
성인 인간의 평균 소변 생산량은 하루에 인당 약 1.4 L (0.31 imp gal; 0.37 US gal)이며, 정상 범위는 하루에 인당 0.6 to 2.6 L (0.13 to 0.57 imp gal; 0.16 to 0.69 US gal)이다. 이는 수분 상태, 활동 수준, 환경 요인, 체중 및 개인의 건강 상태에 따라 하루 약 6~8회 배뇨를 통해 생성된다. 너무 많거나 너무 적은 소변 생산은 의학적 주의가 필요하다. 다뇨증은 소변이 과도하게 생산되는 상태(> 2.5 L/day)이고, 핍뇨증은 400 mL 미만이 생산되는 경우이며, 무뇨증은 하루에 100 mL 미만이 생산되는 상태이다.

### 구성 성분

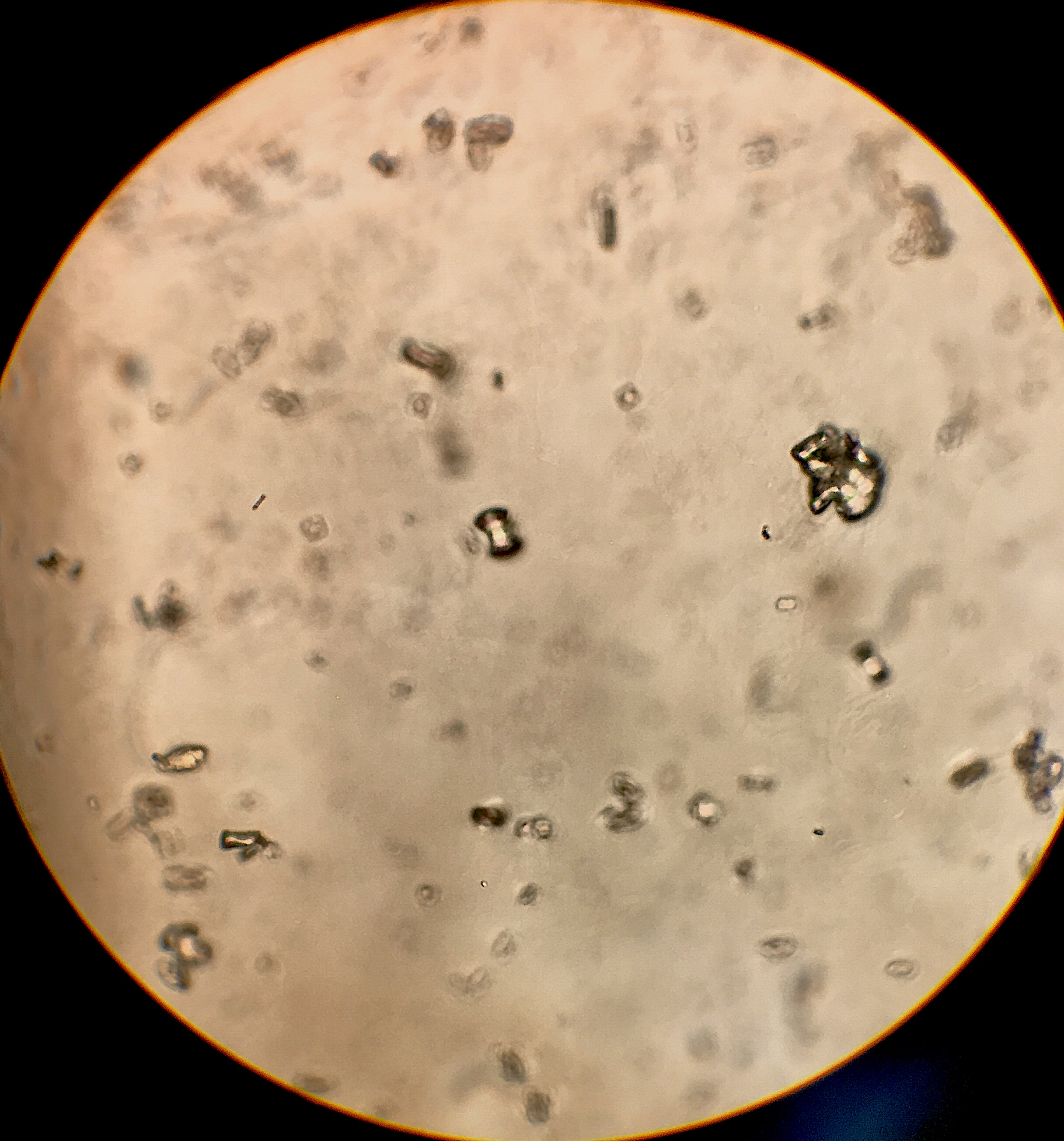
현미경으로 본 소변

소변의 약 91–96%는 물로 구성되어 있다. 나머지는 대략적으로 무기염, 요소, 유기 화합물 및 유기 암모늄염으로 특징지을 수 있다. 소변에는 또한 단백질, 호르몬 및 다양한 대사물질도 포함되어 있으며, 이는 신체에 유입되는 물질에 따라 달라진다.
소변의 총 고형물은 하루에 인당 평균 59 g (2.1 oz)이다. 요소는 고형물의 가장 큰 구성 성분으로, 총량의 50% 이상을 차지한다. 소변의 일일 양과 구성은 신체 활동량, 환경 조건, 물, 염분 및 단백질 섭취량에 따라 개인마다 다르다. 건강한 사람의 소변에는 단백질이 거의 없으며, 과다한 양은 설탕과 마찬가지로 질병을 시사한다. 건강한 사람의 유기물은 광물보다 최대 1.7배 더 많다고 보고되지만, 그 이상이면 질병을 시사한다.
| 매개변수           | 값              |
| ------------------ | --------------- |
| pH                 | 6.2             |
| 총 질소            | 8830 mg/L       |
| 암모늄/암모니아-N  | 460 mg/L        |
| 질산염 및 아질산염 | 0.06 mg/L       |
| 화학적 산소 요구량 | 6000 mg/L       |
| 총 인              | 800 – 2000 mg/L |
| 칼륨               | 2740 mg/L       |
| 황산염             | 1500 mg/L       |
| 나트륨             | 3450 mg/L       |
| 마그네슘           | 120 mg/L        |
| 염화물             | 4970 mg/L       |
| 칼슘               | 230 mg/L        |

그러나, 인간의 배뇨에는 종종 더 적은 양과 농도의 다른 화합물과 이온이 존재한다는 점을 유의해야 한다.

### 색깔

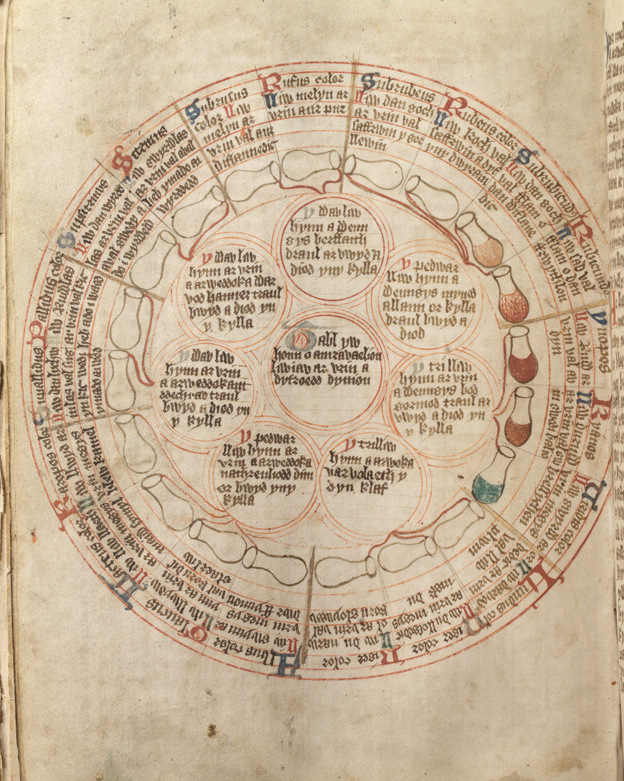
소변 색깔과 특정 의학적 상태를 연결한 의학 전문가들의 오랜 연구. 다른 소변 색깔의 의학적 의미를 보여주는 중세 차트

소변의 외관은 주로 신체의 수분 공급 수준, 약물과의 상호작용, 음식물에 포함된 화합물과 안료 또는 염료, 질병에 따라 다양하다. 일반적으로 소변은 무색에서 황갈색까지 투명한 용액이지만, 대개 옅은 노란색을 띤다. 보통 소변 색깔은 주로 유로빌린의 존재로 인해 발생한다. 유로빌린은 노화된 혈액 세포가 파괴되는 동안 헤모글로빈의 헴이 분해되어 생성되는 최종 노폐물이다.
무색 소변은 과도한 수분 섭취를 나타낸다. 약물 검사에서 무색 소변은 과도한 수분 섭취를 통해 혈류 내 불법 약물 탐지를 피하려는 시도를 시사할 수 있다.
- 혈뇨는 혈뇨라고 불리며, 다양한 의학적 상태의 증상이다.
- 붉거나 갈색 소변은 포르피린증으로 인해 발생할 수 있다 (무해하고[9] 일시적인 비튜리아로 인한 분홍색 또는 붉은색 색조와 혼동하지 말 것).
- 분홍빛 소변은 사탕무 섭취로 인해 발생할 수 있다 (비튜리아)[9]
- 짙은 노란색 소변은 종종 탈수를 나타낸다.
- 리팜피신 및 페나조피리딘과 같은 특정 약물로 인한 주황색 소변
- 짙은 주황색에서 갈색 소변은 황달, 횡문근융해증 또는 길버트 증후군의 증상일 수 있다.
- 녹색 소변은 아스파라거스 또는 녹색 색소가 포함된 음식, 음료 섭취 또는 요로 감염으로 인해 발생할 수 있다.[9]
- 푸른 소변은 메틸렌 블루 섭취 (예: 약물에 포함) 또는 푸른색 염료가 포함된 음식이나 음료로 인해 발생할 수 있다.
- 푸른 소변 얼룩은 푸른 기저귀 증후군으로 인해 발생할 수 있다.
- 검은색 또는 짙은 색 소변은 멜라닌뇨라고 불리며, 흑색종 또는 비멜라닌성 급성 간헐성 포르피린증으로 인해 발생할 수 있다.

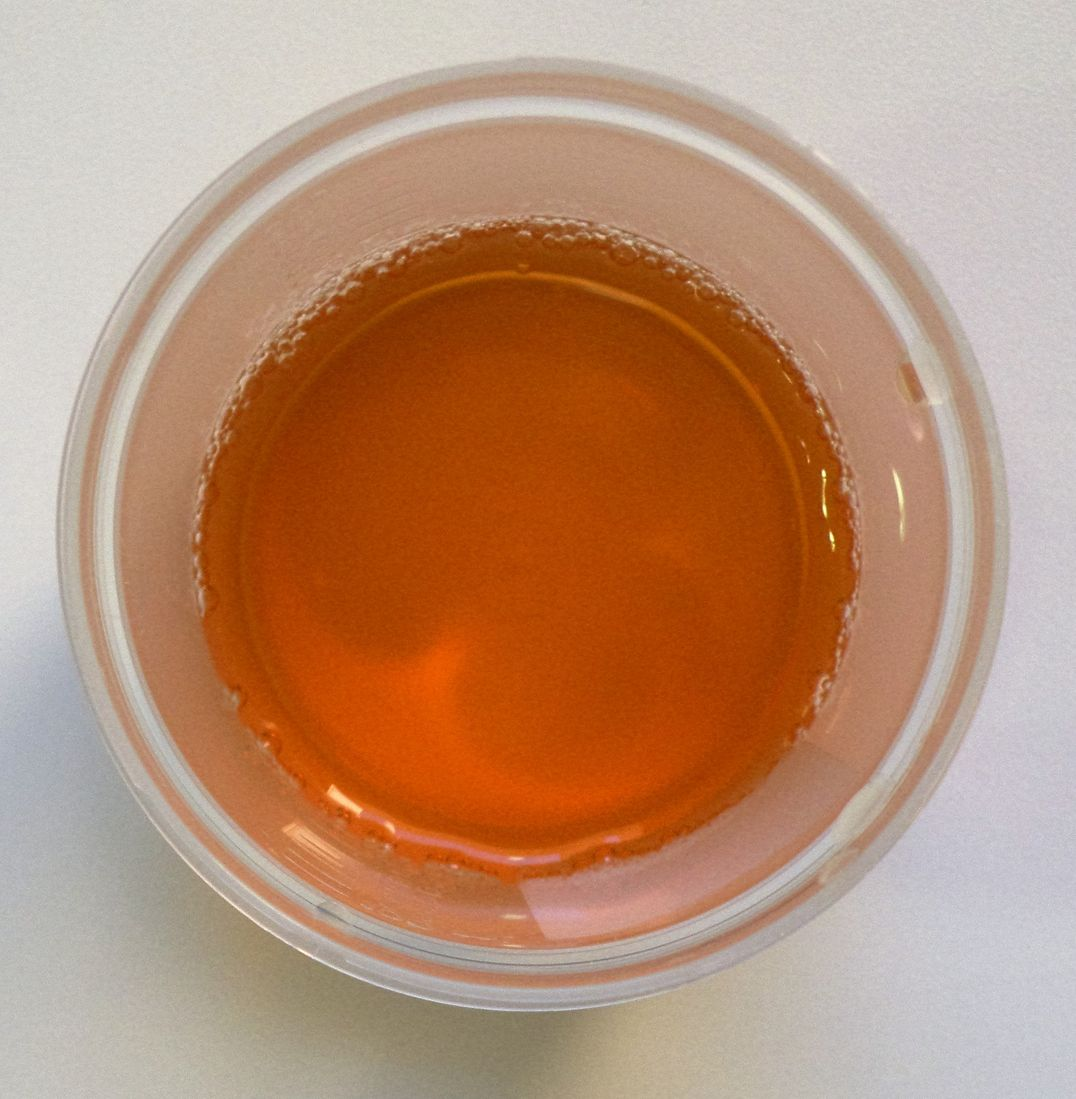
수분 섭취 부족으로 인한 짙은 소변.
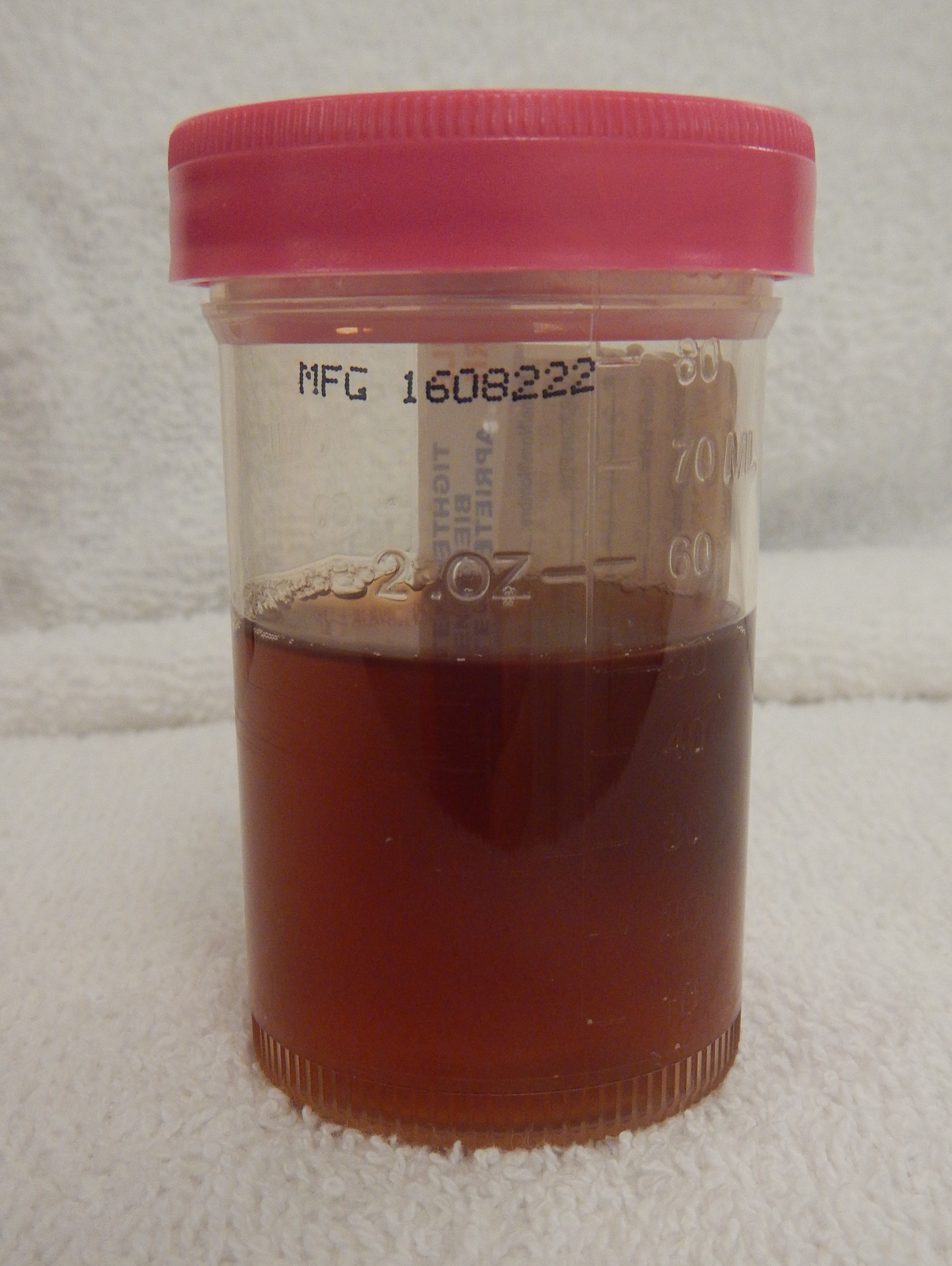
혈액으로 인한 짙은 붉은색 소변 (혈뇨).
콜레뇨로 인한 짙은 붉은색 소변.
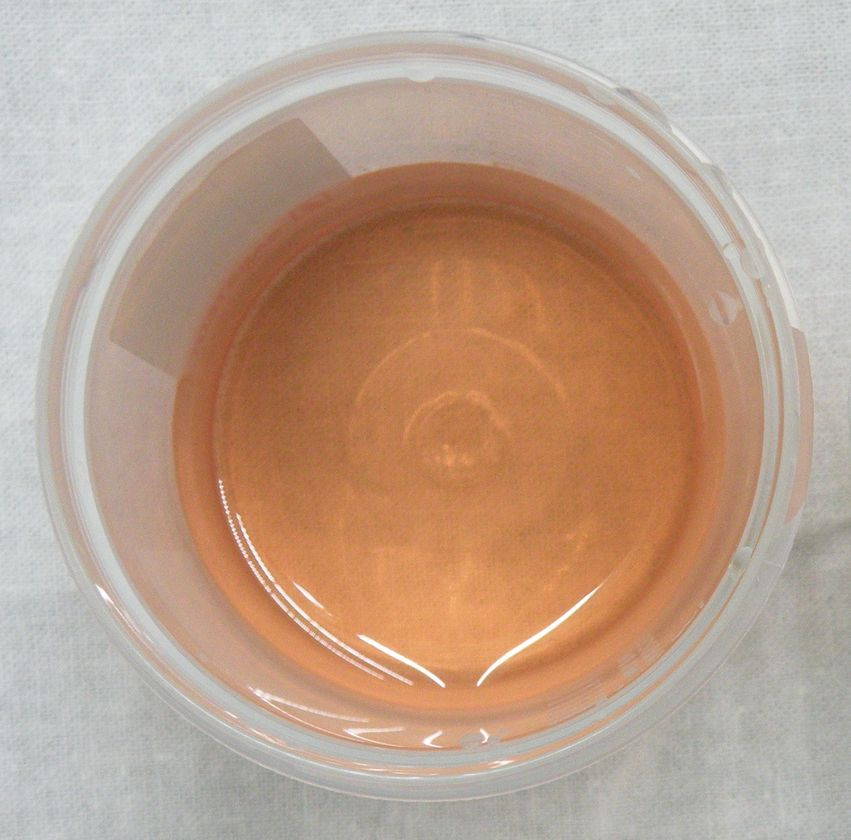
사탕무 섭취로 인한 분홍빛 소변.
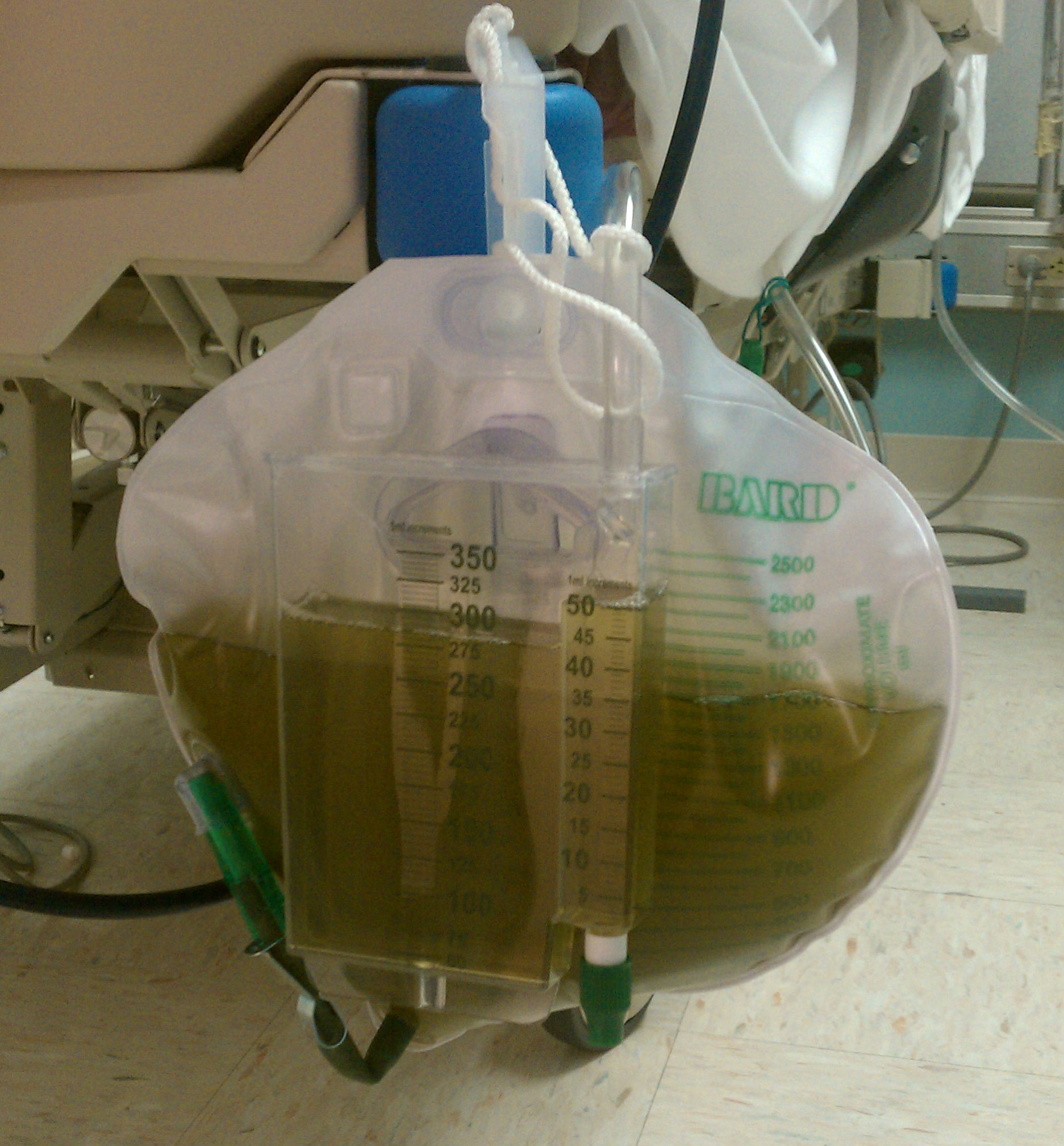
진정제 프로포폴을 장기간 주입하는 동안의 녹색 소변.

### 냄새

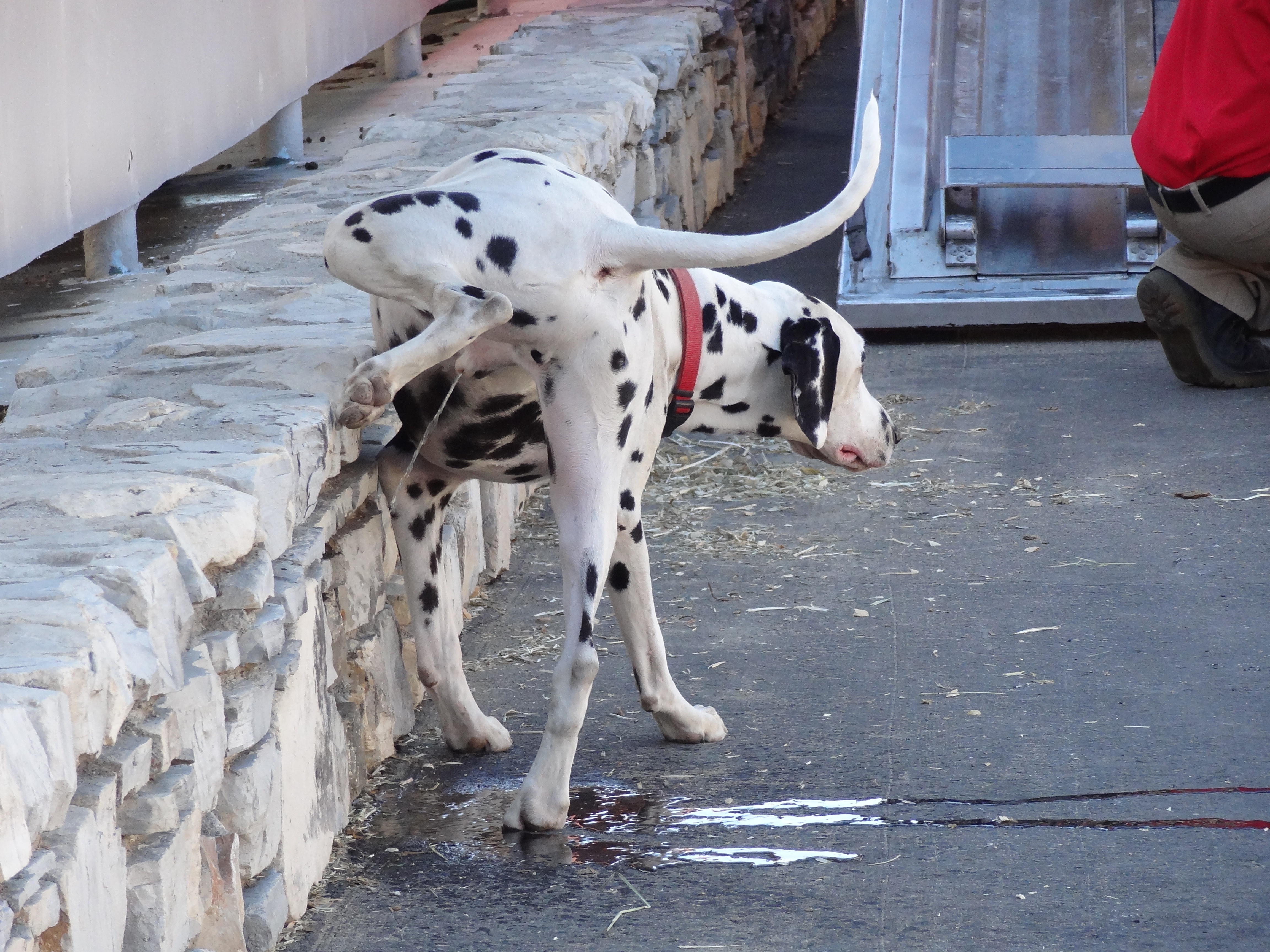
개는 소변의 후각 신호를 사용하여 소통한다.

몸 밖으로 배출된 후 얼마 지나지 않아 소변은 박테리아가 요소를 암모니아로 분해하기 때문에 강한 "생선 같은" 냄새를 풍길 수 있다. 이 냄새는 건강한 사람의 신선한 소변에서는 나타나지 않으며, 이러한 냄새가 있다면 요로감염증의 징후일 수 있다.
정상적인 인간 소변의 냄새는 섭취한 음식이나 특정 질병을 반영할 수 있다. 예를 들어, 당뇨병 환자는 달콤한 소변 냄새를 보일 수 있다. 이는 신장결석과 같은 신장 질환 때문일 수도 있다. 또한, 소변에 아미노산이 존재하면 (단풍시럽뇨병으로 진단됨) 소변에서 메이플 시럽 냄새가 날 수 있다.
아스파라거스를 섭취하면 몸이 아스파라거스산을 분해하여 아스파라거스 채소와 비슷한 강한 냄새를 유발할 수 있다. 마찬가지로 사프란, 알코올, 커피, 참치, 양파를 섭취하면 특유의 냄새가 날 수 있다. 특히 매운 음식도 비슷한 효과를 낼 수 있는데, 이는 그 성분이 완전히 분해되지 않고 신장을 통과하여 몸 밖으로 배출되기 때문이다.

### pH
pH는 일반적으로 5.5에서 7 사이이며 평균은 6.2이다. 고요산뇨증 환자의 경우, 산성 소변은 신장, 요관 또는 방광에 요산 결석 형성에 기여할 수 있다. 소변 pH는 의사 또는 가정에서 모니터링할 수 있다.
고기 및 유제품의 단백질 함량이 높은 식단과 알코올 섭취는 소변 pH를 낮출 수 있으며, 과일 및 채소가 풍부한 식단과 같은 칼륨 및 유기산은 pH를 높여 더 알칼리성으로 만들 수 있다.
소변의 pH를 낮춘다고 일반적으로 알려진 크랜베리는 실제로는 소변을 산성화하지 않는 것으로 나타났다. 소변 pH를 낮출 수 있는 약물로는 염화 암모늄, 클로로티아자이드 이뇨제, 메테나민 만델산이 있다.

### 밀도
인간의 소변은 1.003–1.035의 비중을 가진다.

### 박테리아와 병원균
오랫동안 대중의 믿음과는 달리, 소변은 심지어 방광 안에서도 무균 상태가 아니다. 이로 인해 새로운 연구 분야인 요로 미생물총이 열렸다. 요도에서는 요도를 덮고 있는 상피 세포가 조건혐기성 그람 음성 간균 및 구균에 의해 군집을 이룬다. 나이지리아에서 수행된 한 연구에서는 건강한 어린이 100명(5~11세)으로부터 총 77개의 독특한 세균 균주를 분리했으며, 젖소 소변 샘플 33개에서 39개의 균주를 분리했는데, 상당수가 병원균이었다. 확인된 병원균과 그 비율은 다음과 같다.
| 5-11세 인간  | 인간의 세균 비율 | 젖소의 세균 비율 |
| ------------ | ---------------- | ---------------- |
| 간균속       | 10.4%            | 5.1%             |
| 포도상구균   | 2.6%             | 2.6%             |
| 시트로박터   | 3.9%             | 12.8%            |
| 클레브시엘라 | 7.8%             | 12.8%            |
| 대장균       | 36.4%            | 23.1%            |
| 프로테우스   | 18.2%            | 23.1%            |
| 슈도모나스   | 9.1%             | 2.6%             |
| 살모넬라     | 3.9%             | 5.1%             |
| 이질균       | 7.8%             | 12.8%            |

이 연구는 또한 다음과 같이 명시한다.
어린이 소변 세균종에서 기록된 다중 항생제 내성(MAR) 비율은 37.5–100%(그람 양성)와 12.5–100%(그람 음성)였으며, 젖소 소변 세균의 MAR은 12.5–75.0% (그람 양성)와 25.0–100% (그람 음성)였다.— Microbial evaluation and public health implications of urine as alternative therapy in clinical pediatric cases: health implication of urine therapy

## 의료 목적 검사

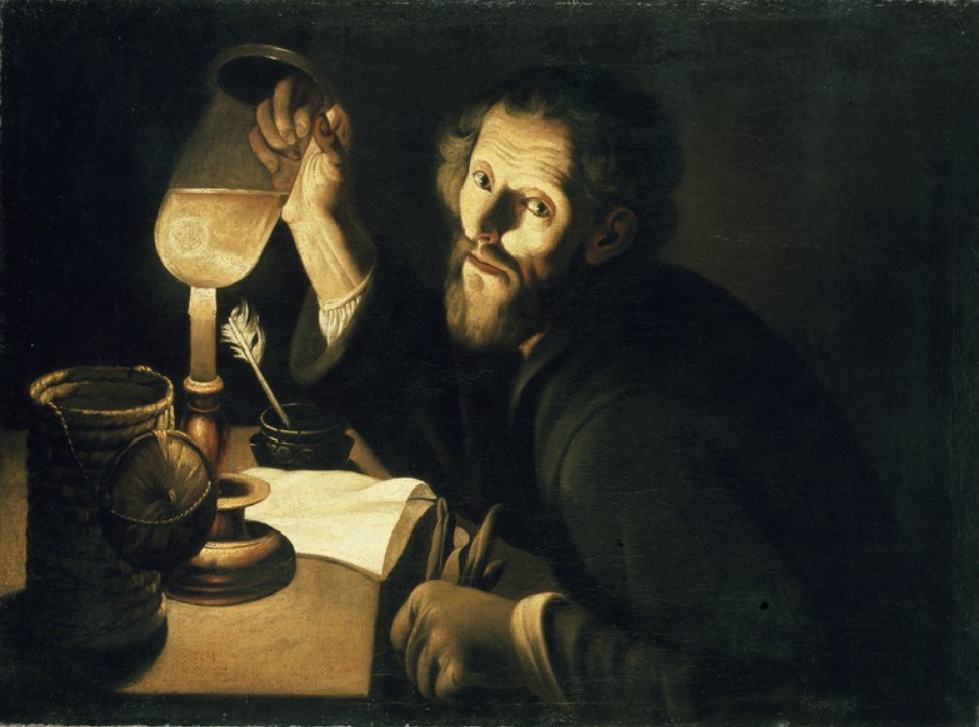
소변을 검사하는 의사. 트로핌 비고.

고대 역사에서 많은 의사들은 환자의 소변을 검사하고 조사하는 방법을 사용했다. 헤르모게네스는 소변의 색깔과 다른 속성들이 특정 질병의 지표가 된다고 기록했다. 압둘 말리크 이븐 하빕은 안달루시아주 (d.)에서 움마이야 칼리파국 전역에 걸쳐 소변 검사에 대한 수많은 보고를 언급한다. 당뇨병은 소변이 풍부하고 달콤하다는 이유로 그 이름을 얻었다. 요검경이라는 이름은 현미경을 포함한 모든 소변의 육안 검사를 의미하지만, 종종 앞서 언급된 비과학적이거나 원시 과학적인 형태의 소변 검사를 의미하기도 한다. 오늘날의 임상 소변 검사는 소변의 색깔, 혼탁도, 냄새를 적절히 기록할 뿐만 아니라 소변을 화학적으로 분석하고 그 성분을 정량화하는 요검사도 포함한다. 요로감염증이 의심될 때에는 소변의 배양을 실시하는데, 증상이 없는 세균뇨는 치료를 요하지 않기 때문이다. 소변의 현미경 검사는 유기 또는 무기 기질을 식별하고 진단에 도움이 될 수 있다.
소변의 색깔과 양은 수분 공급 수준을 신뢰할 수 있는 지표가 될 수 있다. 맑고 풍부한 소변은 일반적으로 적절한 수분 공급의 징후이다. 짙은 소변은 탈수의 징후이다. 이뇨제를 섭취하는 경우는 예외인데, 이 경우 소변은 맑고 풍부하더라도 여전히 탈수 상태일 수 있다.

## 용도

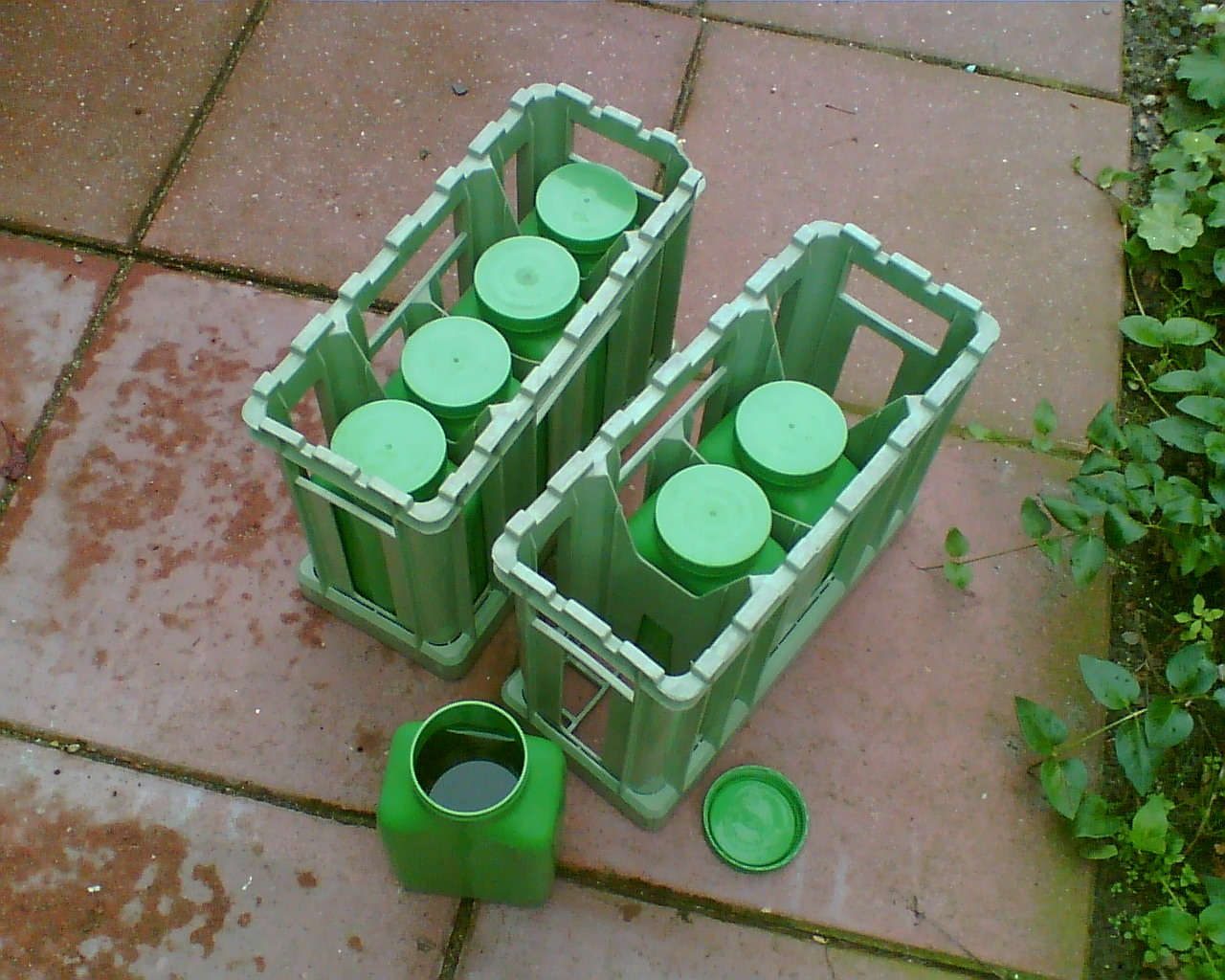
임신 초기 임산부의 소변은 hCG 호르몬을 정제하는 회사에서 수집된다 (네덜란드 에데).

### 의약품의 원료
소변에는 의료 치료에 유용하며 많은 처방약(예: 유레아신, 유레콜린, 유로웨이브)의 성분으로 사용되는 단백질 및 기타 물질이 포함되어 있다. 폐경기 여성의 소변은 성선자극호르몬이 풍부하여 난임 치료를 위한 난포자극호르몬과 황체형성호르몬을 얻을 수 있다. 그러한 상업용 제품 중 하나가 페르보날이다.
임산부의 소변에는 상업적 추출 및 정제를 통해 hCG 의약품을 생산하기에 충분한 인간 융모성 생식선 자극호르몬이 포함되어 있다. 임신한 암말의 소변은 에스트로겐의 일종인 프레마린의 원료이다. 소변에는 또한 항체가 포함되어 있어 HIV-1을 포함한 다양한 병원체에 대한 진단 항체 검사에 사용될 수 있다.

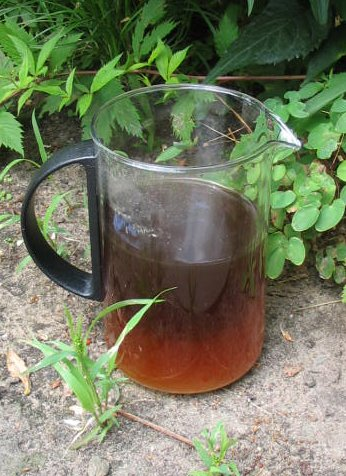
4개월간 보관된 소변 (신선한 인간 소변과 비교하여 색깔과 혼탁도 변화에 주목). 보관 중 소변 속 요소는 요소분해효소에 의해 빠르게 가수분해되어 암모니아를 생성한다. 수집된 소변은 비료로 사용될 수 있다.

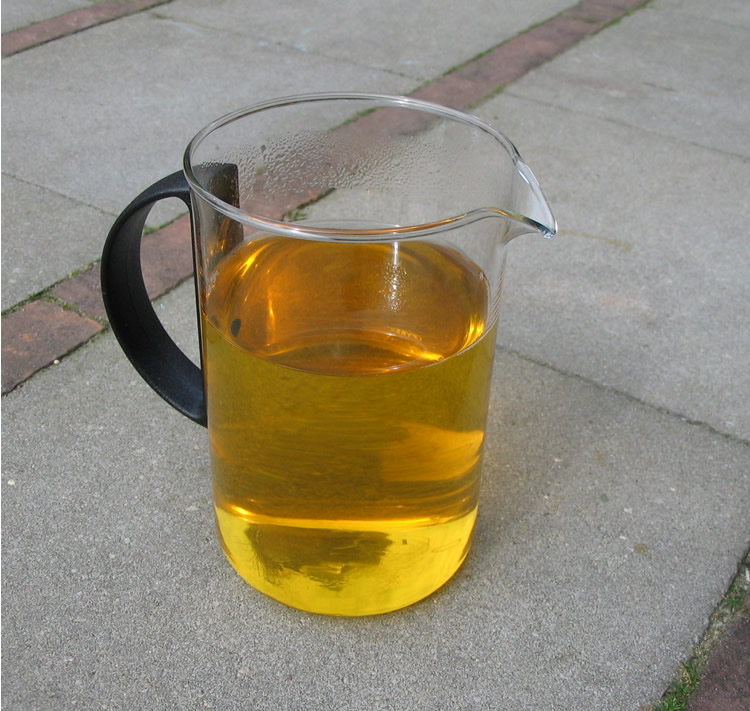
배설 직후 신선한 인간 소변

소변은 또한 유로키나제를 생산하는 데 사용될 수 있으며, 이는 임상적으로 혈전용해제로 사용된다.

### 청소
소변 속 요소가 암모니아로 분해된다는 점을 감안하여 소변은 청소용으로 사용되어 왔다. 산업화 이전 시대에는 소변이 란트 또는 오래된 소변의 형태로 세정액으로 사용되었다. 소변은 또한 고대 로마에서 미백 치아에 사용되었다.

### 흑색화약
소변은 화학공업이 발전하기 전에는 흑색화약 제조에 사용되었다. 질소 공급원인 소변은 짚이나 다른 유기 물질을 적시는 데 사용되었고, 이 물질은 습한 상태로 수개월에서 1년 이상 썩도록 방치되었다. 그 결과로 생성된 염은 물로 더미에서 씻어내고, 물을 증발시켜 조악한 질산칼륨 결정체를 수집했는데, 이는 보통 흑색화약을 만드는 데 사용되기 전에 정제되었다.

### 생존 용도
미국 육군 야전교범은 생존을 위해 소변을 마시는 것을 반대한다. 이 교범은 소변을 마시는 것이 소변에 함유된 염분 때문에 탈수를 완화하기보다는 악화시키는 경향이 있으며, 다른 액체가 없을 때조차 생존 상황에서 소변을 섭취해서는 안 된다고 설명한다. 더운 날씨의 생존 상황에서 다른 수원지가 없을 때는 옷(예: 셔츠)을 소변에 적셔서 머리에 두면 몸을 식히는 데 도움이 될 수 있다.
제1차 세계 대전 중 독일인들은 수많은 독가스를 무기로 실험했다. 독일군의 첫 염소 가스 공격 후, 연합군 병사들에게는 소변에 적신 면 패드 마스크가 지급되었다. 패드 속 암모니아가 염소를 중화시킬 것이라고 믿었기 때문이다. 이 패드는 병사들이 독가스에서 벗어날 때까지 얼굴에 대고 있었다.
도시전설에 따르면 소변이 해파리 쏘임에 효과적이라고 한다. 이러한 시나리오는 프렌즈 에피소드 "The One With the Jellyfish", 서바이버 초기 에피소드, 그리고 영화 The Real Cancun (2003), 하트브레이크 키드 (2007), 페이퍼보이: 사형수의 편지 (2012)를 포함한 대중문화에서 여러 차례 등장했다. 그러나 기껏해야 비효과적이며, 어떤 경우에는 이러한 치료법이 부상을 악화시킬 수 있다.

### 섬유
소변은 종종 직물, 특히 양모를 염색하기 위한 매염제로 사용되었다. 스코틀랜드 하이랜드와 헤브리디스에서는 직조된 양모를 "워킹(waulking)" (풀링)하는 과정에 앞서 소변, 가급적이면 유아 소변에 담그는 것이 선행된다.

### 후각 통신
소변은 후각 의사소통에서 중요한 역할을 하는데, 이는 페로몬으로 작용하는 준화학물질을 포함하고 있기 때문이다. 포식자 종의 소변에는 종종 카이로몬이 포함되어 있어 기피제 역할을 하여 먹이 종을 쫓아낸다.

## 역사

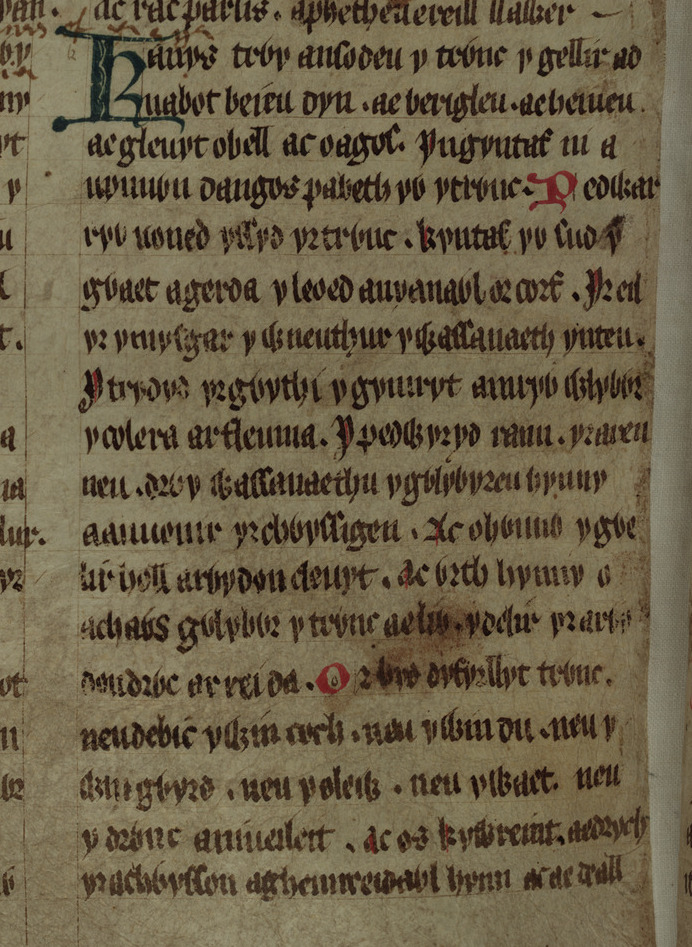
헤르게스트의 적색서에 실린 중세 웨일스어 요검경 문서, Ansoddau'r Trwnc ('소변의 질')라고 불린다. 시작 부분 (번역): "소변의 질을 통해 사람의 결점과 위험, 질병, 그리고 병을 식별할 수 있기 때문에..."

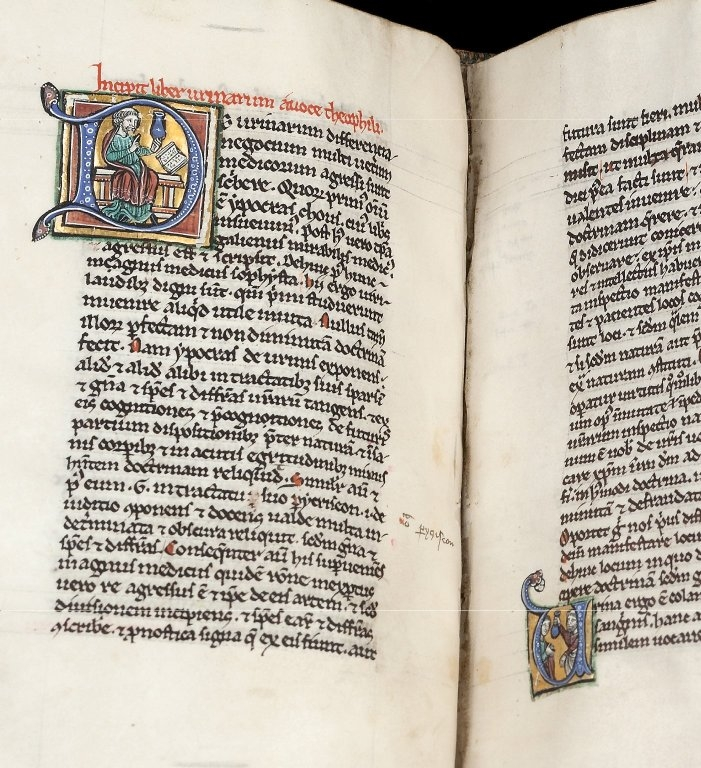
"이사고게" 채색 필사본 42b면과 43a면 두 페이지의 이미지. 왼쪽 페이지 상단에는 채색된 문자 "D"가 있는데, 이는 De urinarum differencia negocium('소변의 차이에 관한 문제')의 머리글자이다. 문자 안에는 강사가 "소변에 관한 책"을 강의하며 들어 올린 플라스크를 가리키는 그림이 그려져 있다. 오른쪽 페이지는 일부만 보인다. 맨 아래에는 채색된 문자 "U"가 있는데, 이는 Urina ergo est colamentum sanguinis('소변은 혈액의 여과액이다')의 머리글자이다. 문자 안에는 강사가 플라스크를 들고 학생이나 환자에게 소변의 진단적 중요성을 설명하는 그림이 그려져 있다. HMD Collection, MS E 78.

박테리아에 의한 소변의 발효는 암모니아 용액을 생성한다. 따라서 발효된 소변은 고대에 직물과 의류를 세탁하고, 무두질을 위해 가죽에서 털을 제거하고, 직물 염색의 매염제로 사용되었으며, 철의 녹을 제거하는 데 사용되었다. 고대 로마인들은 발효된 인간 소변(란트)을 사용하여 의류의 기름 얼룩을 제거했다. 네로 황제는 소변 산업에 세금(라틴어: vectigal urinae)을 부과했으며, 그의 후계자인 베스파시아누스 황제도 이를 계속했다. 라틴어 속담 Pecunia non olet ('돈은 냄새를 풍기지 않는다')는 베스파시아누스 황제에게 귀속되는데, 이는 그가 아들의 불쾌한 세금에 대한 불평에 대한 답변이었다고 한다. 베스파시아누스 황제의 이름은 여전히 프랑스(fr|vespasiennes), 이탈리아(it|vespasiani), 루마니아(ro|vespasiene)의 공중 소변기에 붙어 있다.
연금술사들은 소변에서 금을 추출하려 많은 시간을 보냈고, 이는 1669년 독일 연금술사 헤니히 브란트가 발효된 소변을 증류하여 백린을 발견하는 계기가 되었다. 1773년 프랑스 화학자 일레르 루엘은 소변을 건조하게 끓여 유기 화합물인 요소를 발견했다.

## 언어
영어 단어 urine (/ˈjuːrɪn/, /ˈjɜːrɪn/)은 라틴어 urina (-ae, f.)에서 유래했으며, 이는 물, 액체, 잠수, 비, 배뇨와 관련된 다양한 인도유럽어의 고대 단어와 동족어이다 (예: 산스크리트어 varṣati는 '비가 오다', vār는 '물', 그리스어 ourein는 '소변을 보다'를 의미한다). 의성어적인 용어인 piss는 urine보다 먼저 사용되었지만, 현재는 저속한 표현으로 간주된다. Urinate는 처음에는 주로 의학적 맥락에서 사용되었다. Piss는 또한 piss off, piss poor, 그리고 폭우를 의미하는 구어체 표현 pissing down과 같은 속어에서도 사용된다. 완곡어법과 부모와 자녀 사이에 사용되는 표현 (wee, pee, number one 등 많은 표현들)은 오랫동안 존재해 왔다.
란트는 오래된 소변을 뜻하는 단어로, 고대 영어 단어 hland에서 유래했으며, 이는 일반적으로 소변을 의미했다.

## 같이 보기
- 소변 마시기 (요로파기아)
- 요소 배설 동물
- 요료법
- 우로라그니아, 소변에 대한 끌림